# Administration nationale suédoise des Transports
L'Administration nationale suédoise des Transports (Trafikverket) est un département exécutif du gouvernement suédois (en) chargé de la construction, l'exploitation et l'entretien des routes et des chemins de fer en Suède. Elle s'occupe également des règles de la circulation, des examens de conduite et du permis de conduire.
Elle est membre de l'Euro NCAP.